# زبان‌های توپیایی
زبان‌های توپیایی  یک گروه زبانی از زبان‌های بومی آمریکا است که در آمریکای جنوبی توسط بومیان سرخپوست و اقوام مستیزو تکلم می‌شود. مهم‌ترین زبان این گروه گوارانی است.